# داگونگ (شهر)
داگونگ (به لاتین: Dagong) یک شهرک در جمهوری خلق چین است که در Hai'an County واقع شده‌است.